# Alina Bronsky
Alina Bronsky (Ekaterinburg, 2 dicembre 1978) è una scrittrice e giornalista sovietica naturalizzata tedesca.

## Biografia
Alina Bronsky è nata nell'allora Unione Sovietica, a Ekaterinburg. Suo padre era un fisico e sua madre un'astronoma. Con la famiglia si è trasferita in Germania all'inizio degli anni novanta e ha vissuto a Marburgo e Darmstadt. Inizialmente ha studiato medicina, ma poi ha lavorato come copywriter per un'agenzia pubblicitaria e redattrice per un quotidiano. Il suo romanzo d'esordio è stato Parco Scherben (in tedesco Scherbenpark) che ha interessato il pubblico ed è stato proposto per il Premio tedesco per la letteratura giovanile 2009 e per il Premio letterario Aspects, è stato utilizzato per un'opera teatrale e ha ispirato un film con protagonista Jasna Fritzi Bauer.
Altri lavori della scrittrice sono stati I piatti più piccanti della cucina tartara (in tedesco Die schärfsten Gerichte der tatarischen Küche), L'ultimo amore di Baba Dunja (in tedesco Baba Dunjas letzte Liebe) e Il regalo (in tedesco Das Geschenk).